# 异叶吊石苣苔
异叶吊石苣苔（学名：Lysionotus heterophyllus）为苦苣苔科吊石苣苔属下的一个种。

## 扩展阅读
- 維基物種上的相關：异叶吊石苣苔